# Laura Svatíková
Laura Svatíková (* 29. April 1994) ist eine slowakische Tennisspielerin.

## Karriere
Im Jahr 2010 erhielt Laura Svatíková für die Qualifikation zum ITF-$10.000-Turnier in der slowakischen Stadt Piešťany eine Wildcard und schied dort klar in der 2. Runde gegen ihre Landsfrau Chantal Škamlová aus, womit sie das Hauptfeld verpasste. Erst fünf Jahre später schaffte sie es erstmal, sich für das Hauptfeld eines ITF-Turniers zu qualifizieren. Bei dem ITF-$10.000-Turnier in der bosnischen Gemeinde Brčko schied sie aber bereits in der ersten Runde gegen die damals für Kroatien startende Nina Alibalić aus. Im darauffolgenden Jahr konnte sie beim ITF-$10.000-Turnier im slowenischen Velenje ihr bestes Karriereresultat erzielen, als sie bei dem Turnier im Hauptfeld das Viertelfinale erreichte. Dort unterlag sie der Slowenin Kaja Juvan. Dieses Ergebnis konnte sie erst sieben Jahre später 2023 beim W15-Turnier in der griechischen Stadt Iraklio, wo sie gegen die Lettin Klaudija Bubelytė ausschied.
In der Zwischenzeit zeigte sich, dass Laura Svatíková im Doppel bessere Ergebnisse erzielen konnte. So erreichte sie im Jahr 2019 gemeinsam mit ihrer Partnerin Kristýna Hrabalová aus Tschechin beim W15-Turnier in der ungarischen Hauptstadt Budapest das Finale. Dort musste man sich gegen ein türkisches Doppel knapp im entscheidenden dritten Satz geschlagen geben. Im selben Jahr startete sie mit der Russin Darja Igorewna Astachowa beim W15-Turnier in der serbischen Stadt Prokuplje und gemeinsam erreichten sie dort das Finale. Sie sicherten sich dort durch den Sieg gegen ein slowenisch-bosnisches Duo jeweils ihren ersten ITF-Turniersieg.  Nachdem sie im selben Jahr mit Kristýna Hrabalová beim W15-Turnier im serbischen Vrnjacka Banja erneut eine Endspielniederlage hinnehmen musste, startete sie zum Jahresabschluss 2019 gemeinsam mit der Ungarin Dorka Drahota-Szabó beim W15-Turnier in der griechischen Stadt Iraklio und gemeinsam sicherten sie sich durch einen Erfolg gegen ein israelisch-kroatisches Duo den Turniersieg.
In der Folge des sehr erfolgreichen Jahres 2019 konnte Laura Svatíková am 2. März 2020 mit dem 613. Platz ihre beste Platzierung in den WTA Rankings belegen. Im Jahr 2023 startete sie beim ITF Bad Waltersdorf und spielte dort im Doppelturnier mit der Tschechin Denise Hrdinková. Gemeinsam erreichten sie das Finale, wo sie ein serbisch-slowakisches Duo besiegten.

## Turniersiege

### Doppel
| Nr. | Datum             | Turnier         | Kategorie | Belag | Partnerin                | Finalgegnerinnen                     | Ergebnis         |
| --- | ----------------- | --------------- | --------- | ----- | ------------------------ | ------------------------------------ | ---------------- |
| 1.  | 13. Juli 2019     | Prokuplje       | ITF W15   | Sand  | Darja Igorewna Astachowa | Nefisa Berberović Veronika Erjavec   | 6:3, 0:6, [10:6] |
| 2.  | 7. Dezember 2019  | Iraklio         | ITF W15   | Sand  | Dorka Drahota-Szabó      | Lina Glushko Oleksandra Olijnykowa   | 6:2, 6:4         |
| 3.  | 6. Oktober 2023   | Bad Waltersdorf | ITF W15   | Sand  | Denise Hrdinková         | Tamara Čurović Nikola Daubnerová     | 7:65, 6:2        |
| 4.  | 20. Oktober 2024  | Bol             | ITF W15   | Sand  | Arina Gabriela Vasilescu | Wiktorija Borodulina Manca Pislak    | 6:2, 6:1         |
| 5.  | 26. Oktober 2024  | Bol             | ITF W15   | Sand  | Arina Gabriela Vasilescu | Laura Böhner Francesca Pace          | 6:0, 7:63        |
| 6.  | 23. November 2024 | Iraklio         | ITF W15   | Sand  | Draginja Vuković         | Margarita Ignatjeva Elena Korokozidi | 6:4, 6:4         |